# Gyrmamie Nyuaj
Gyrmamie Nyuaj (ur. 1924, zm. 27 grudnia 1960) – etiopski urzędnik, główny inicjator i przywódca nieudanego zamachu stanu w grudniu 1960 przeciw władzy cesarza Hajle Syllasje I.
Ukończył studia na uniwersytecie w Stanach Zjednoczonych. W 1954 powrócił do Etiopii i otrzymał urząd gubernatora obszaru prowincji Sidamo. Szybko jednak naraził się, gdy zaczął pobierać daniny w celu budowy szkół i uwłaszczał chłopów nie posiadających ziemi. Podejrzany o sympatyzowanie z komunizmem, został wezwany przed oblicze cesarza, który przeniósł go na urząd gubernatora prowincji Dżidżigi. 13 grudnia 1960, gdy cesarz przebywał z wizytą w Brazylii, Gyrmamie wraz z grupą wysoko postawionych oficerów wojsk cesarskich (w tym jego brat - Mengystu Nyuaj) dokonał próby obalenia ustroju monarchicznego w Etiopii. Próba zakończyła się fiaskiem. 20 grudnia Gyrmamie, jego brat Mengystu i kapitan Baye uciekli z Addis Abeby i skierowali się na południe do Kenii. Za ich schwytanie wyznaczono nagrodę wartą 5000 dolarów. Tydzień po zamachu zostali otoczeni przez grupę wieśniaków. Gyrmamie zastrzelił się, zastrzeliwszy przedtem swoich towarzyszy (Baye zginął na miejscu, Mengystu odniósł ciężkie rany).